# Маро (співачка)
Маріана Бріто да Круз Форжас Секка (нар. 30 жовтня 1994), відома як Маро, — португальська співачка та авторка пісень. Переможниця Festival da Canção 2022 та представниця Португалії на Пісенному конкурсі Євробачення 2022 в Турині, Італія з піснею «Saudade, saudade», де посіла 9 місце.

## Життєпис
Маріана є другою з трьох дітей Жуана Педро Басто Форджаза Секки та Крістіни Ізабель Капелло Бріту да Крус.
Маро почала вивчати класичне фортепіано у віці 4 років, пізніше вступила до консерваторії, яку закінчила у віці 17 років. В 11 років Маро написала свою першу пісню, а у 12-ть вона почала грати на гітарі.
Спочатку Маріана планувала отримати вищу освіту у сфері ветеринарії, але замість цього вирішила продовжити музичну кар'єру в музичному коледжі Берклі в Лос-Анджелесі. Співачка отримала стипендією Європейського туру від школи та три інши стипендії від Португалії. Саме тоді Маро почала регулярно представлятися як співачка та авторка пісень. Під час навчання вона стала учасницею прогресивного фолк-гурту BAERD, в якому пізніше випустила два проекти й надалі залишається його учасником. У 2016 році Маро розпочала неформальну серію на YouTube під назвою Berklee People, яка складається з невідрепетируваних живих записів аранжувань кавер-пісень.
Закінчивши навчання в 2017 році, Маріана назавжди переїхала до Лос-Анджелеса самостійно, без фінансової підтримки будь-кого, щоб продовжувати активно займатися музикою.

## Кар'єра
У 2018 році випустила свій перший сольний альбом, в 3-х томах: «MARO, Vol.1», «MARO, Vol.2» e «MARO, Vol.3». Всі пісні організовані в хронологічному порядку й виконані португальською та англійською мовами.
Маро співпрацювала з Джейкобом Кольєром у його альбомі Djesse Vol. 2.

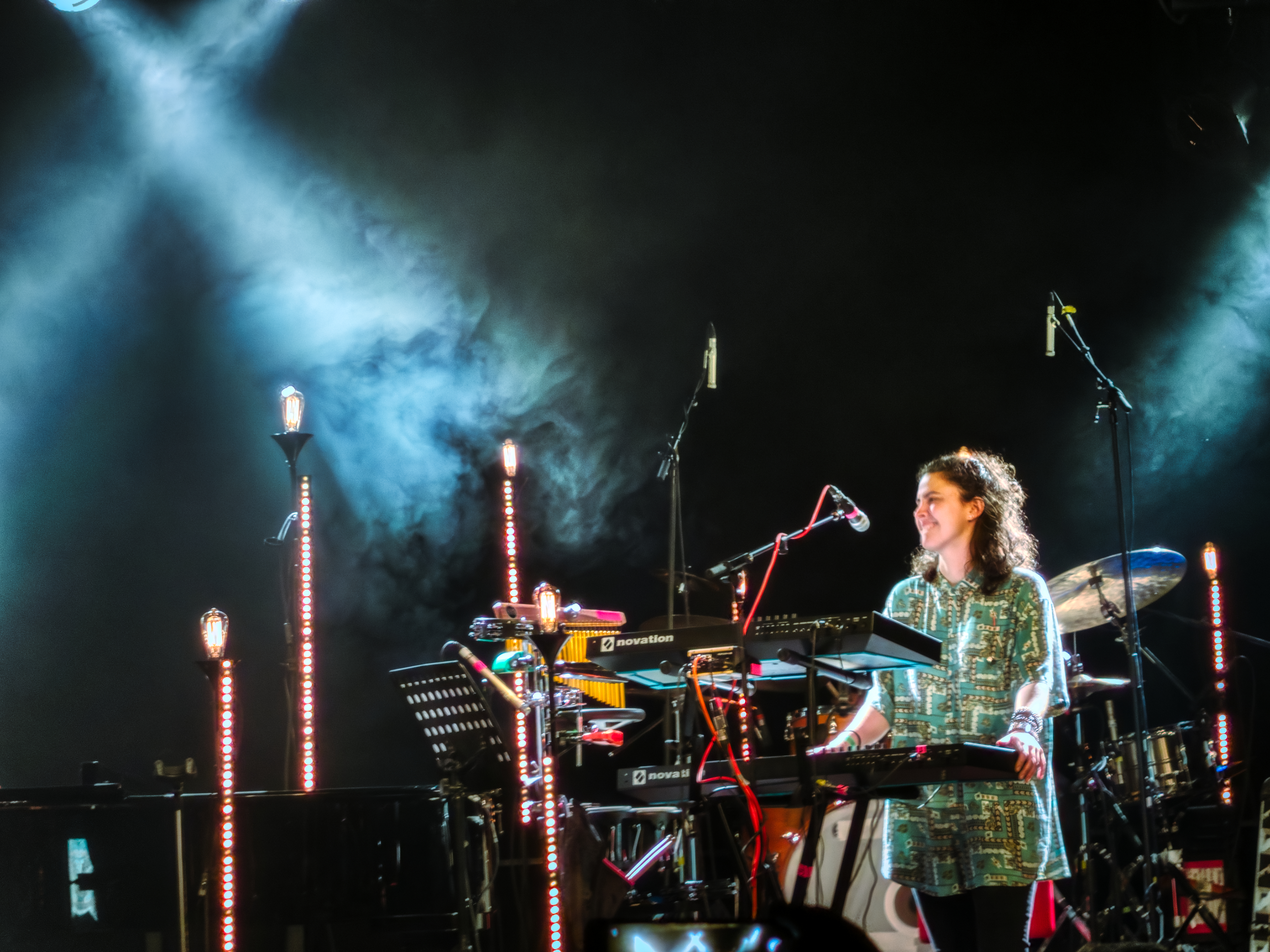
Маро грає на клавішних і співає на концерті Джейкоба Кольєра у Live Music Hall Cologne (2019)

На YouTube публікувала відео, на яких співає з такими виконавцями, як Антоніо Замбухо, Роза Пассос, Ерік Клептон, Майра Андраде, Салвадор Собрал та інші.
Маро була залучена до виконання вокальної партії треку «Better Now» американського дуету електронної музики Odesza, другому синглі з майбутнього альбому The Last Goodbye. У квітні 2022 року пісня досягла 19-го місця в чарті Dance/Electronic Billboard.

### Пісенний конкурс Євробачення

#### Festival da Canção 2022
Пісня «Saudade, saudade» стала однією з 20 пісень, які брали участь у Festival da Canção 2022, національному відборі Португалії на Пісенний конкурс Євробачення 2022. Маро стала однією із авторів пісень, запрошених Rádio e Televisão de Portugal (RTP). Композитори як створювали пісню, так і обирали виконавця для свого запису. Маро вирішила бути виконавцем через особисту історію в пісні: «[це] про мого діда, якого, на жаль, більше немає з нами, але який продовжує бути невід'ємною частиною мене, який є й завжди буде. Тому я подумала, що не має сенсу не співати таку особисту пісню». Маро та американський музикант Джон Бланда, один із її найкращих друзів, написали пісню "Saudade, saudade"під час поїздки до Бразилії у жовтні 2021 року.
Маро брала участь у першому півфіналі Festival da Canção 2022, який відбувся 5 березня 2022 року. Співачка посіла перше місце з 22 балами з першим місцем від журі та другим — від глядачів. У фіналі нацвідбору, який відбувся 12 березня, Маро виграла як голосування журі, так і глядачів, зайнявши перше місце з 24 балами та отримавши право представляти Португалію на Євробаченні 2022.

### На Євробаченні

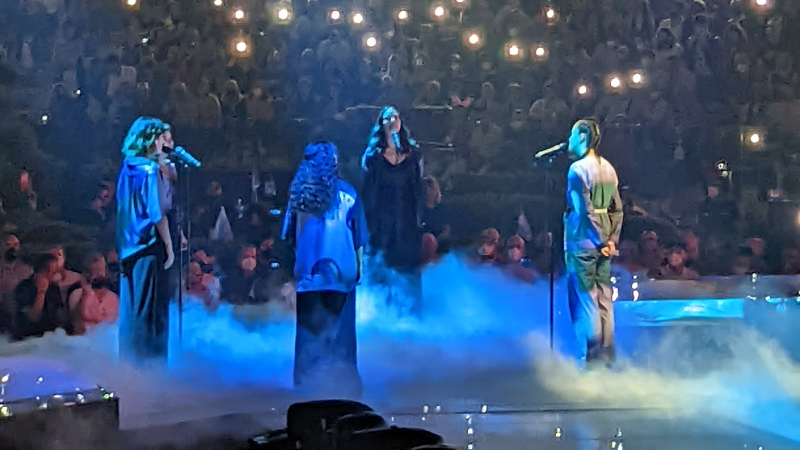
Маро (справа) на сцені Євробачення 2022

Пісенний конкурс Євробачення 2022 відбувся на Пала-Альпітур в Турині, Італія. Португалія ввійшла до першого півфіналу, який відбувся 10 травня 2022 року. Маро досягла 4 місця у півфіналі з 208 балами, що дозволило кваліфікуватися до фіналу конкурсу.
У фіналі, що пройшов 14 травня, Португалія виступила під третім номером. Маро отримала 171 бал від журі (5 місце) та 36 балів від глядачів (15 місце), що принесло співачці загальне 9 місце.

## Натхнення
Маро називає своїм натхненням таких музикантів як Мілтон Насіменто, Джоні Мітчелл, Раджері, Еліс Регіна, Джастін Бібер та Есперанса Спалдінг.
Маро співає та пише пісні у стилі реггетону, поп, RnB, EDM, фолк.

## Дискографія

### Альбоми
| Назва                               | Рік  |
| ----------------------------------- | ---- |
| Maro, vol. 1                        | 2018 |
| Maro, vol. 2                        | 2018 |
| Maro, vol. 3                        | 2018 |
| Maro & Manel (разом з Manuel Rocha) | 2018 |
| It's OK                             | 2018 |

### EP
| Назва     | Рік  |
| --------- | ---- |
| Pirilampo | 2018 |

### Сингли
| Назва                               | Рік  | Альбом                     |
| ----------------------------------- | ---- | -------------------------- |
| «Midnight Purple»                   | 2019 | поза альбомом              |
| «Why» (разом з Ariza)               | 2019 | поза альбомом              |
| «What Difference Will It Make»      | 2019 | поза альбомом              |
| «Mi condena» (разом з Vic Mirallas) | 2020 | поза альбомом              |
| «Tempo» (разом з Nasaya)            | 2021 | PIRILAMPO (разом з Nasaya) |
| «I See It Coming» (разом з Nasaya)  | 2021 | PIRILAMPO (разом з Nasaya) |
| «Saudade, saudade»                  | 2022 | Eurovision 2022            |